# Waleri Sawin
Waleri Sawin (russisch Валерий Савин; * 21. Juni 1951) ist ein ehemaliger sowjetischer Skispringer.

## Werdegang
Sawin gab sein internationales Debüt bei der Vierschanzentournee 1977/78. Nachdem er beim Auftaktspringen in Oberstdorf nur auf einen schwachen 37. Platz sprang, erreichte er auf der Großen Olympiaschanze in Garmisch-Partenkirchen mit Rang 19 erstmals einen Top-20-Platz. Nach einem folgenden 26. Platz in Innsbruck und Rang 17 auf der Paul-Außerleitner-Schanze in Bischofshofen beendete er die Tournee auf dem 21. Platz der Gesamtwertung, was in der Folge sein bestes Gesamtergebnis war.
Bei der Nordischen Skiweltmeisterschaft 1978 in Lahti erreichte er von der Normalschanze den siebenten Rang. Von der Großschanze wiederholte er diesen Erfolg und wurde ebenfalls siebenter. Beim Mannschaftsspringen stellte die Sowjetunion keine Mannschaft auf.
Bei seiner zweiten Vierschanzentournee 1978/79 verpasste Sawin den Anschluss an die Weltspitze. Auch wenn er mit Rang 16 in Garmisch-Partenkirchen sein bestes Tournee-Einzelergebnis erzielte, beendete er die Tournee nur auf dem 35. Platz der Gesamtwertung. Nach mehreren Jahren Tournee-Pause, gab er am 30. Dezember 1983 im Rahmen der Vierschanzentournee 1983/84 sein Debüt im Skisprung-Weltcup. Die Tournee, deren Springen seine einzigen Weltcup-Teilnahmen waren, beendete Sawin auf dem 50. Platz der Gesamtwertung.
Seine Karriere beendete er mit dem Start bei den Olympischen Winterspielen 1984 in Sarajewo. Dabei sprang er im Einzel von der Normalschanze auf den 31. Platz.

## Erfolge

### Vierschanzentournee-Platzierungen
| Saison  | Platz | Punkte |
| ------- | ----- | ------ |
| 1977/78 | 21.   | 646,9  |
| 1978/79 | 35.   | 647,7  |
| 1983/84 | 50.   | 589,3  |